# Universiteit van Suwon
De Universiteit van Suwon (Koreaans: 수원 대학교) is een private onderzoeksuniversiteit. De universiteit ligt niet echt in Suwon, maar in het naastgelegen Hwaseong. De universiteit werd in 1977 opgericht door de Kowoon Foundation en is sinds 1981 een volwaardige universiteit.